# Coll de Boix (Odèn)
El Coll de Boix és un port de muntanya situat a 1.256 mentres, entre el Tossal de Cambrils (a llevant) i la Serra de Turp (a ponent) per on la carretera L-401 comunica les comarques de l'Alt Urgell (al nord) i del Solsonès (al sud).